# Перес, Матиас (воздухоплаватель)
Перес, Матиас (Португалия, начало XIX века — Мексиканский залив, 28 июня 1856) — экс-моряк, портной и производитель брезента и тентов по профессии. Он был специалистом по изготовлению, ремонту и подготовке парусов для лодок и, переехав в Гавану (Куба), начал успешный бизнес, открыв мастерские по строительству навесов для самолётов.
Любитель и знаток законов аэронавтики, он изучал все европейские публикации на эту тему и, увлёкшись всё возрастающей популярностью аэростатических самолётов, стал пилотом воздушного шара, поднявшись по крайней мере три раза, прежде чем исчез при попытке выполнить аэростатический полёт с площади Плаза-де-Марте в Гаване (сегодня — Центральный парк Гаваны) 28 июня 1856 года.
В середине июня 1856 года Матиас Перес совершил свой первый успешный полёт на воздушном шаре в Гаване, пролетев несколько километров. Несколькими днями ранее он предпринял успешную попытку, пролетев один дюйм. Через несколько дней он сделал следующую попытку из центра города Гавана, но бесследно исчез и его попытка стала частью кубинского фольклора, — когда кто-то или что-то исчезает «из воздуха» (в полёте), кубинцы говорят: «исп. Voló como Matías Pérez» («улетел, как Матиас Перес»).

## Карьера
Матиас Перес, первоначально гражданин Португалии, переехал на Кубу и начал успешный бизнес по продаже навесов и тентов. Он был известен как «Король навесов» в то время. Но он всегда интересовался аэронавтикой. Прежде чем купить воздушный шар у французского пилота Эжена Годара, Матиас имел дружеские отношения с пилотом, и они вместе вылетели из Гаваны 21 мая 1856 года.

## Интерес к аэронавтике и знаменитым полётам
Дон Матиас Перес не был первым лётчиком-воздухоплавателем на кубинской земле. Перед ним были француз Эухенио Робертсон, который совершил полёт 19 марта 1828 года, уроженец Франции Адольфо Теодор, совершивший 3 восхождения в 1830 году, и кубинец Доминго Блино (зачисленный в качестве первого кубинца, который построил воздушный шар с нуля и лично производил газ водород для топлива).
Список также включает в себя известного французского пилота Эжена Годара, который много раз летал на острове на воздушном шаре Виль-де-Пари (город Париж), прежде чем продать его Матиасу Пересу за 1200 песо. Годар был известным пилотом и строителем воздушных шаров. Он построил свой первый прототип в 1845 году и выпустил несколько моделей в следующем году. В 1850 году Годар построил воздушный шар под названием фр. Ville de París, в котором 6 октября приобрёл известность, вылетев из Парижа в Гитс. Самолёт Матиаса Переса, купленный в 1856 году, также назывался фр. Ville de París. Вопрос о том, был ли это тот же самый воздушный шар, оспаривается, поскольку существует свидетельство очевидца о том, что оригинал был уничтожен пожаром в Марселе всего через месяц после его знаменитого полёта.
После того как Матиас приобрёл корабль, он попросил разрешения отправить его в письме генерал-капитану Хосе Гутьерресу де ла Конча. Первый полёт состоялся 12 июня 1856 года при отличных атмосферных условиях.
Второй полёт состоялся 28 июля 1856 году. Местные газеты сообщали, что в день полёта был сильный ветер, из-за которого Матиас задержал своё восхождение. Наконец он решил подняться на закате около 19:00, и больше его никто не видел. Его исчезновение принесло ему место в кубинской истории и массовой культуре.

## В культуре

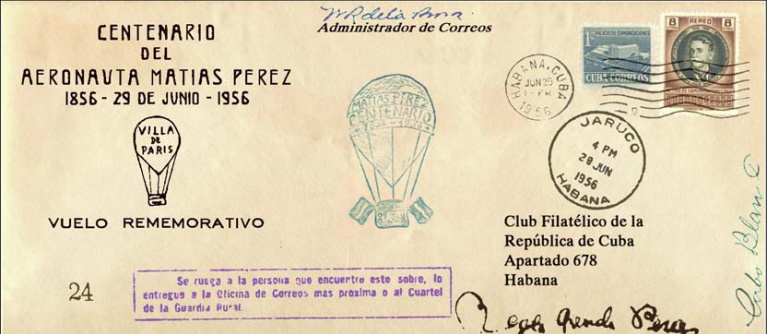
Конверт первого дня, посвящённый Матиасу Пересу

Его исчезновение способствовало появлению популярной в веках фразы «исп. Voló como Matías Pérez» («улетел как Матиас Перес»), которая использовалась в тех случаях, когда нужно было сделать акцент на каком-то другом пропавшем человеке или объекте. По приказу испанского генерала Хосе Гутьерресу де ла Конча, генерал-капитана Кубы того времени, в провинциях Пинар-дель-Рио и Гавана был проведён тщательный обыск, но никаких следов аэростата или Переса обнаружено не было.
Матиас Перес вместе с «Амброзио и его карабином» и «китайским доктором» составляют важный триномиал кубинского фольклора.
Coprefil — официальное кубинское агентство, ответственное за дизайн, производство и продажу марок, отпраздновало 100-летний юбилей Матиаса Переса выпуском первого дня 29 июня 1956 года и снова удостоило его звания одного из первых пилотов Кубы с двумя марками стоимостью 3 и 13 центов соответственно, на которых изображена площадь Плаза-де-Марте — место, откуда он ушёл, и форт Чоррера, куда он приземлился после своего первого успешного путешествия в 1856 году.
В 1969 году история Матиаса Переса была представлена в серии комиксов художника Луиса Лоренцо Соса. Это научно-фантастическое приключение утверждало, что пилот был похищен инопланетной расой и увезён на далекую планету Стракон. Комикс выходил еженедельно в журнале «Пионер» (исп. Pionero) гаванского издательства «Абриль» (англ. Abril Publishing House).